# Wolfgang Fiedler (Biologe)

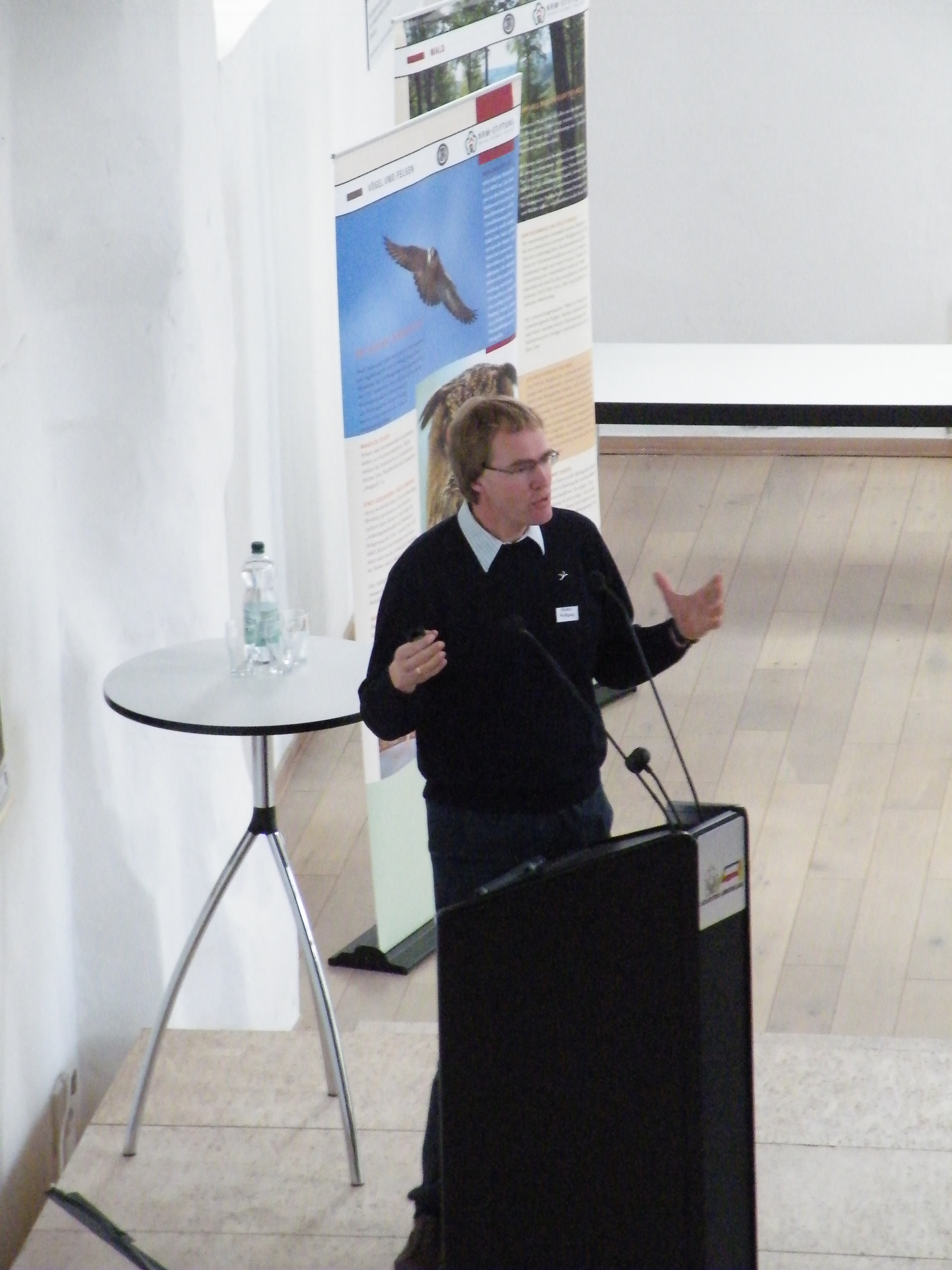
Wolfgang Fiedler 2011 bei Vortrag auf der Jahrestagung der AG Eulen im Kloster Bredelar.

Wolfgang Georg Fiedler (* 2. April 1966 in Radolfzell am Bodensee) ist ein deutscher Biologe und Wissenschaftlicher Mitarbeiter am Max-Planck-Institut für Verhaltensbiologie, ehemals Max-Planck-Institut für Ornithologie, Leiter der Beringungszentrale an der Vogelwarte Radolfzell und Tierschutzbeauftragter an der Vogelwarte.

## Leben
Wolfgang Fiedler studierte in Tübingen Biologie und promovierte mit der Arbeit Der Flugapparat der Mönchsgrasmücke (Sylvia atricapilla) bei der Vogelwarte Radolfzell. Seit 2000 ist er wissenschaftlicher Leiter der Beringungszentrale an der Vogelwarte Radolfzell. Zwischen Januar 2005 und Januar 2008 war er örtlicher Leiter der Vogelwarte Radolfzell. Seit Januar 2008 Forschungsgruppenleiter in der AG Wikelski des Max-Planck-Instituts für Verhaltensbiologie.
Fiedler ist Mitherausgeber des 2005 erschienenen dreibändigen ornithologischen Standardwerks Das Kompendium der Vögel Mitteleuropas, welches 2012 in einer einbändigen Fassung erneut erschien. 2011 war er einer der Autoren des Standardwerks Measuring birds = Vögel vermessen.

## Ehrenämter
Wolfgang Fiedler hatte bzw. hat zahlreiche Ehrenämter inne. Er ist seit 1986 Sachverständiger für Fledermausschutz im Landkreis Konstanz. Von 1992 bis 1998 war er Vorsitzender der NABU-Ortsgruppe Radolfzell-Singen Stockach. Seit 1997 ist er Geschäftsführer des Freundeskreises der Biologischen Station Rybatschij / Rossitten. Seit 2001 ist er Vorstandsmitglied der Europäischen Union für Vogelberingung (EURING) und seit 2011 „Chairman“ von Euring. Von 2001 bis 2005 Sekretär der European Ornithologist’s Union (EOU). Von 2002 bis 2012 war er Generalsekretär, seit 2019 ist Fiedler Präsident der Deutschen Ornithologen-Gesellschaft (DO-G). Seit 2006 ist er Mitglied des Komitees der Internationalen Ornithologen-Konferenz (IOC).

## Werke
- mit Hans-Günther Bauer, Einhard Bezzel: Das Kompendium der Vögel Mitteleuropas. Aula-Verlag, Wiebelsheim 2005, ISBN 3-89104-696-0, 2. überarbeitete Auflage, 2012, ISBN 978-3-89104-758-3
- mit Anders Pape Møller, Peter Berthold: Birds and climate change. Academic, Advances in ecological research 35, Amsterdam/New York 2006
- mit Siegfried Eck, Nils Hoff, Jürgen Fiebig, Iris Heynen, Bernd Nicolai, Till Töpfer, Renate van den Elzen, Raffael Winkler, Friederike Woog: Measuring birds = Vögel vermessen. Christ Media Natur, Minden 2011, ISBN 978-3-923757-05-3.
- Die Vögel Mitteleuropas sicher bestimmen: Bildatlas mit Schnellzugang. Quelle & Meyer Verlag, Wiebelsheim 2014, ISBN 978-3-494-01647-4
- Die Vögel Mitteleuropas sicher bestimmen:  Schlüssel zur Art-, Alters- und Geschlechtsbestimmung . Quelle & Meyer Verlag, Wiebelsheim 2014, ISBN 978-3-494-01646-7